# WMF (Unternehmen)

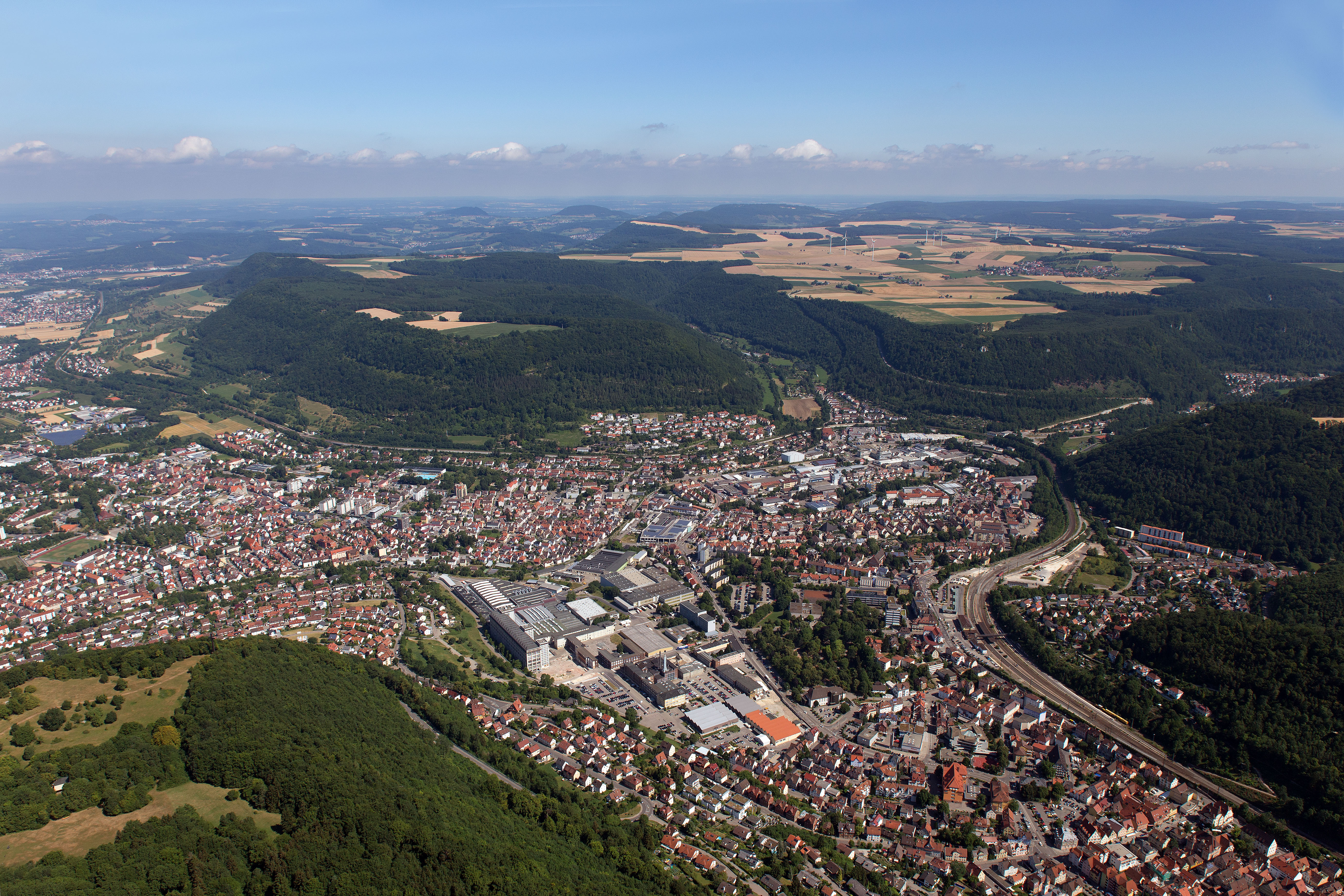
Am Unternehmenssitz in Geislingen/Steige werden seit 1853 WMF-Produkte hergestellt.

Die WMF GmbH (vormals WMF AG, für Württembergische Metallwarenfabrik) ist ein ehemals börsennotierter Hersteller von Haushalts-, Gastronomie- und Hotelleriewaren mit Sitz in Geislingen an der Steige.
Das Unternehmen wurde 1853 von Daniel Straub und den Gebrüdern Schweizer gegründet. 1880 entstand durch die Fusion mit Ritter & Co. die Württembergische Metallwarenfabrik AG. 
Seit 2016 gehört das Unternehmen zur französischen Groupe SEB.

## Porträt
Der Konzern hält sechs Marken (WMF, Silit, Kaiser, Schaerer, Hepp und Curtis), ist an über 40 Standorten weltweit vertreten und hat knapp 200 firmeneigene Filialen in Deutschland, Österreich sowie der Schweiz. Die WMF produziert Haushalts- und Hotelwaren, unter anderem Kochgeschirr, Küchengeräte, Essbestecke, Trinkgläser und professionelle Kaffeemaschinen.

## Geschichte

### Gründung
Das Unternehmen ist aus der Metallwarenfabrik Straub & Schweizer hervorgegangen, welche 1853 vom Geislinger Müller Daniel Straub gemeinsam mit den Brüdern und gelernten Metalldrückern Louis und Friedrich Schweizer in Geislingen an der Steige gegründet wurde. Dies war bereits die zweite industrielle Gründung von Straub, denn aus einer Reparaturwerkstatt, die er im Zusammenhang mit dem Bau der Geislinger Steige gegründet hatte, ging 1850 die Maschinenfabrik Geislingen hervor, die vor allem Mühlenturbinen herstellte und in ganz Europa vertrieb. Ab 1862 arbeitete Gottlieb Daimler für etwa drei Jahre als Konstrukteur für die Metallwarenfabrik Straub & Schweizer. Nach dem Ausscheiden der Brüder Schweizer wurde die Fabrik 1866 in Straub & Sohn umbenannt. Die erste Filiale entstand aus dem in Berlin ansässigen Musterlager.
Im Jahr 1880 schloss sich das Unternehmen auf Anraten der Württembergischen Vereinsbank um Kilian von Steiner mit der damals finanziell geschwächten, aber fortschrittlicheren Metallwarenfabrik Ritter & Co, Esslingen am Neckar, zur Württembergischen Metallwarenfabrik (WMF) in der Rechtsform einer Aktiengesellschaft zusammen. Die WMF war gegründet und ging am 9. September 1887 an die Stuttgarter Börse. Die Württembergische Vereinsbank wurde Mehrheitsaktionär des neuen Unternehmens, gab diese Mehrheit im Jahr 1882 an den Stuttgarter Fabrikanten und Politiker Gustav Siegle ab. Die Nachkommen der Familie Siegle blieben in der Folge fast 100 Jahre lang, bis zum Verkauf ihrer Anteile im Jahr 1980, Mehrheitsaktionäre bei der WMF.
Das Unternehmen gründete 1881 eine Betriebskrankenkasse mit Zwangsmitgliedschaft und überdurchschnittlich guten Leistungen für ihre Mitarbeiter. Eine eigene Betriebssparkasse folgte 1883, ein Jugendheim 1907. 1887 gründete das Unternehmen für seine Mitarbeiter zudem den WMF-Wohlfahrtsverein, der verschiedene soziale Leistungen kostenlos oder zu günstigen Preisen anbot.

### 20. Jahrhundert

Aktie über 100 RM der Württembergischen Metallwarenfabrik vom April 1942

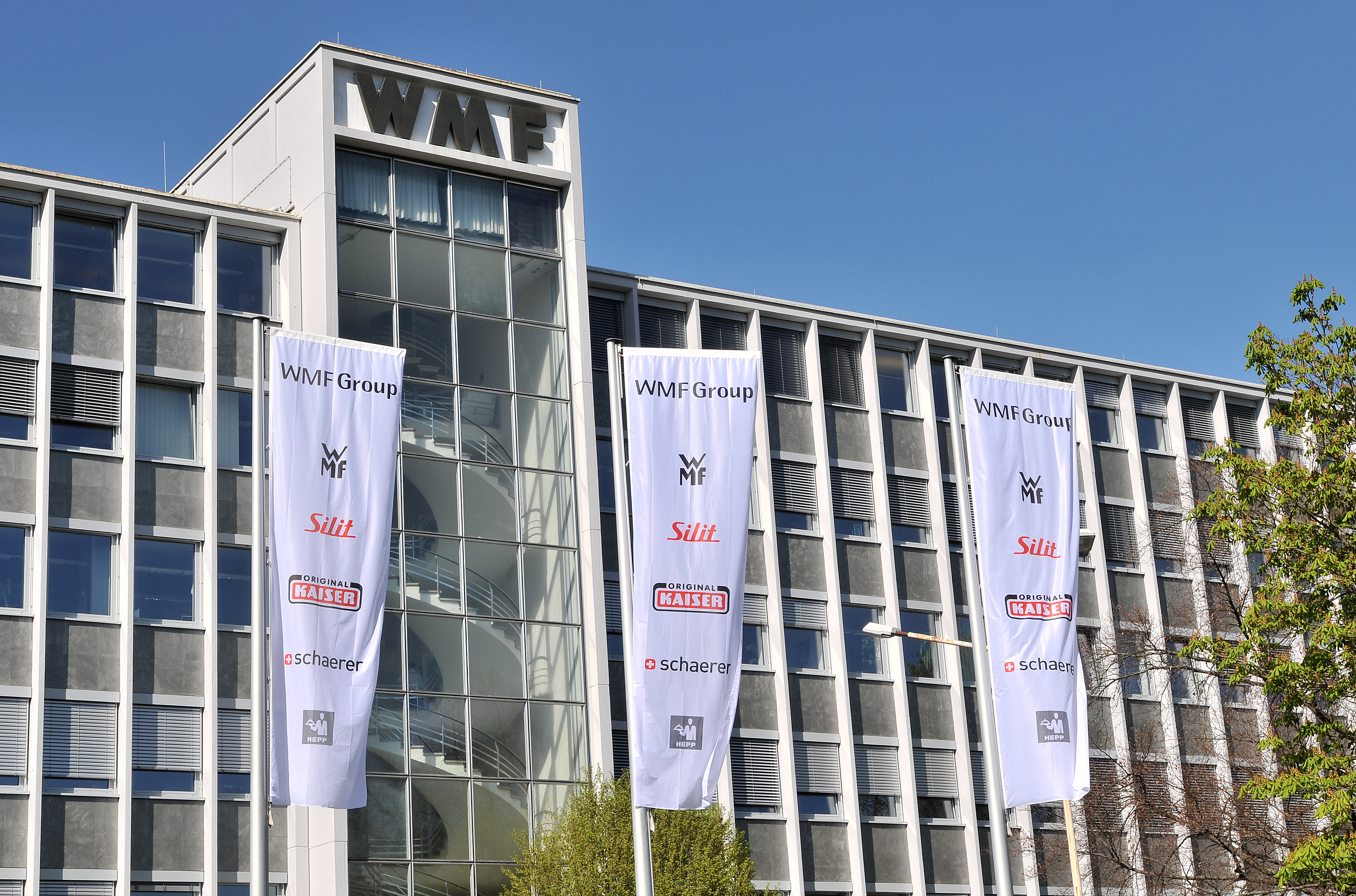
Hauptsitz der WMF Group in Geislingen

Im Jahr 1900 beschäftigte WMF bereits 3000 Mitarbeiter. 1912 baute das Unternehmen – in Zeiten steigender Fleischpreise – für die Abgabe von Fisch zum Selbstkostenpreis an die Mitarbeiter in Geislingen eine eigene Halle, die sogenannte Fischhalle. Diese Halle besteht unter diesem Namen bis heute und beherbergt seit den 1970er-Jahren den Fabrikverkauf des Unternehmens. In den 1920er-Jahren wurden Produkte des designorientierten Projekts Neues Frankfurt hergestellt.
1932/1934 war WMF an der Entwicklung des tiefgezogenen Gehäuses aus rostfreien V2A-Stahl der Serienbild-Kamera Robot beteiligt.
Im Februar 1944 wurde für das Unternehmen das KZ-Außenlager Geislingen des KZ Natzweiler-Struthof eingerichtet, als abgetrennter Teil des bereits bestehenden Fremdarbeitslagers für Zwangsarbeit in der Heidenheimer Straße mit einer Fläche von 10.000 Quadratmetern. Die ersten Häftlinge für das KZ-Lager, etwa 700 jüdische Ungarinnen, trafen am 28. Juli ein und mussten ab dem 16. August für WMF arbeiten. Mindestens zwölf Personen sind im KZ-Lager aus nicht genau angegebenen Gründen verstorben. Kranke, schwerer verletzte oder schwangere Frauen wurden in das KZ Auschwitz transportiert, nach dessen Auflösung auch ins KZ Bergen-Belsen. Im März 1944 erweiterte WMF sein Barackenlager an der Heidenheimer Straße ein zweites Mal, um zusätzliche 400 Ostarbeiter unterbringen zu können, im November ein drittes Mal. Hunger und Krankheiten waren die Regel. Die gemeldeten Gräber von 24 Polen und 41 Russen sind nicht mehr auffindbar. Im März 1945 bemühten sich Aufsichtsrat und Vorstand der WMF um Auflösung des Lagers, bevor die US-Truppen die Gegend erreichten. Ab Ende dieses Monats arbeiteten die Häftlinge nicht mehr für die WMF; im April 1945 wurden die letzten Insassen Richtung KZ Dachau evakuiert.
1950 beschäftigte das Unternehmen wieder 3000 Mitarbeiter; Mitte der 1960er-Jahre waren es 6000 Personen. In den 1950er- und 1960er-Jahren erarbeitete sich die WMF in privaten Haushalten durch die schlicht-funktionalen Entwürfe des Bauhaus-Schülers und Produktdesigners Wilhelm Wagenfeld einen Ruf als Produzent schöner und langlebiger Haushaltswaren, der bis heute anhält.
Ein erfolgreicher Geschäftsbereich ist seit Beginn der 1960er-Jahre die Produktion hochwertiger Kaffeemaschinen für den Gastronomiebereich.
1980 wurden die WMF-Anteile der Familie Siegle von Rheinmetall aus Diversifikationsgründen gekauft. Aufgrund von Kartellvorwürfen wurde die WMF jedoch 1985 für 60 Millionen Mark an den Wiesbadener Investor Wolfgang Schuppli und dessen Helvetic-Gruppe abgetreten. Schuppli wird zugutegehalten, dass er die unter der Führung von Rheinmetall etwas angestaubte Marke WMF innerhalb von wenigen Jahren – unter anderem durch den Austausch des Vorstands, den Ausbau der Markentochtergesellschaften (siehe Abschnitt Marken im Konzern) und die Zusammenarbeit mit internationalen Industriedesignern – erfolgreich sanierte. Ein weiterer Großaktionär durch Erwerb von Siegle-Anteilen war die Deutsche Bank. Schuppli verkaufte 1994 weitere Teile seiner WMF-Aktien an die Deutsche Bank, die Münchener Rück und die Württembergische Versicherung. Die vier Großaktionäre waren in Folge über einen Poolvertrag verbunden.

### Seit 2000
Anfang 2006 übernahm das Unternehmen den Schweizer Kaffeemaschinen-Hersteller M. Schaerer AG und baute damit seine Marktstellung in diesem Bereich aus.

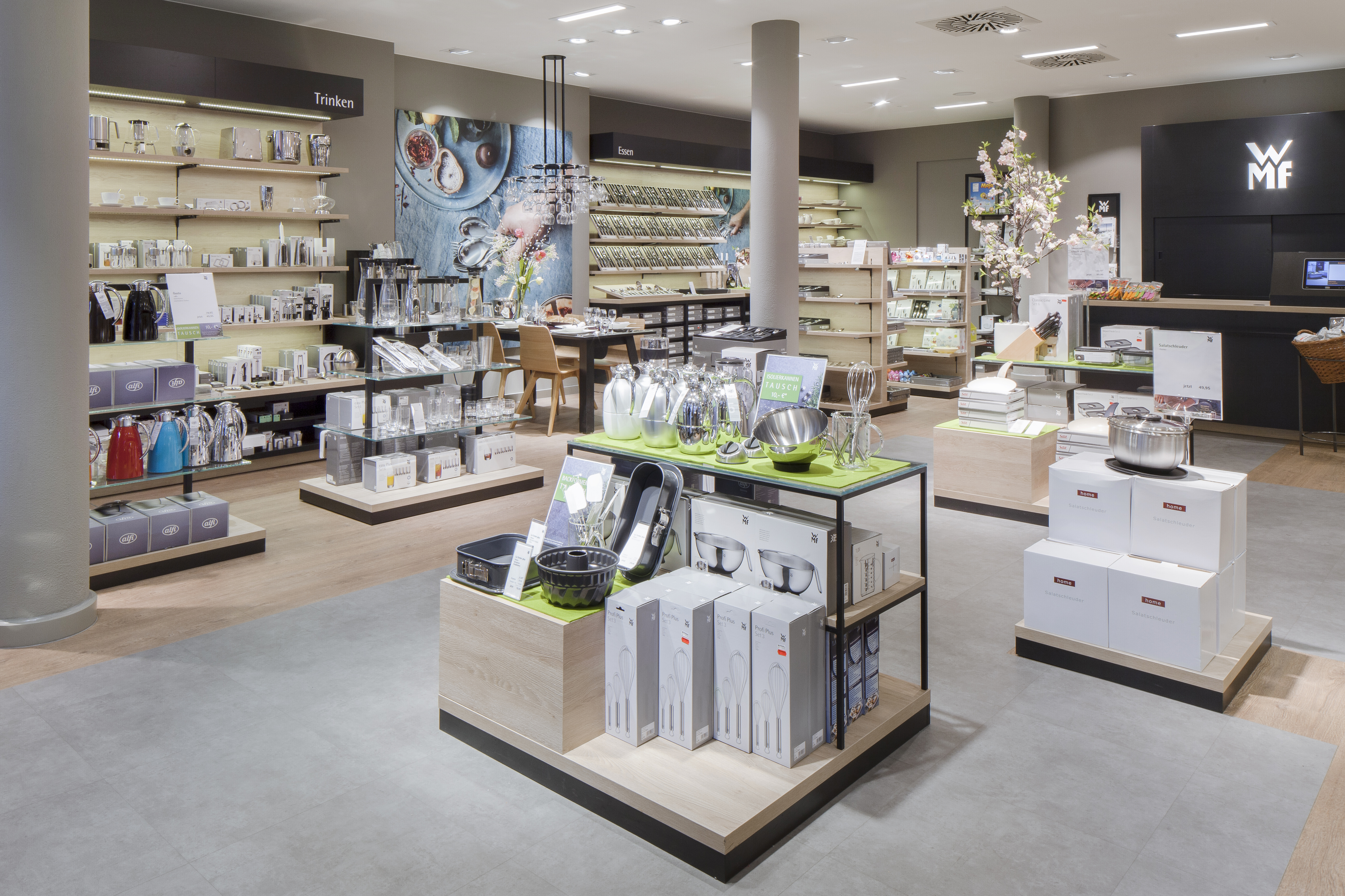
WMF-Filiale mit neuem Shop-Konzept (2015)

Im April 2006 beteiligte sich die österreichische Fiba-Gruppe durch den Erwerb von Schuppli-Anteilen mit 20 Prozent der Anteile an der WMF und erhöhte ihre Beteiligung im September 2006 auf fast 37 Prozent. Die Helvetic-Gruppe verringerte ihre Beteiligung auf knapp 16 Prozent.
Mitte 2006 kaufte die Schweizer Beteiligungsgesellschaft Capvis über ihre Tochtergesellschaft Crystal Capital von den bisherigen Anteilseignern (Deutsche Bank, Münchener Rück/Larus und Württembergische Lebensversicherung, allesamt mit je ca. 17 Prozent der Anteile) für 92 Millionen Euro überraschend 52 Prozent der Stammaktien und damit ein gutes Drittel der Gesamtanteile an der WMF.
Bis Anfang 2012 lagen die Stimmrechtsanteile von Crystal Capital und von FIBA bei den genannten Prozenten. Im Juli 2012 übernahm die US-amerikanische Beteiligungsgesellschaft Kohlberg Kravis Roberts & Co. (KKR) die Anteile von Crystal Capital/Capvis für mehr als 238 Millionen Euro. Durch den weiteren Zukauf u. a. von 12 Prozent Anteilen der Fiba erhöhte sich der Anteil an den Stammaktien auf 71,6 Prozent (49,7 Prozent am Gesamtkapital). In diesem Zusammenhang wurde bekannt, dass Vorstands- und Aufsichtsratsmitglieder der WMF mit insgesamt knapp 15 Prozent an Capvis beteiligt waren, was nach Ansicht von Fiba-Eigentümer Andreas Weißenbacher 2006 für den Verkauf an Capvis ausschlaggebend gewesen sein soll.
Rohbestecke werden seit Juli 2010 aus dem etwa zehn Jahre zuvor gegründeten Werk im chinesischen Heshan bezogen. Im Frühjahr 2013 veräußerte der Konzern die Marken Princess und Petra des Geschäftsbereiches Elektrokleingeräte, um sich auf das Premiumsegment mit der Marke WMF zu fokussieren.
Im August 2013 löste Peter Feld den Vorstandsvorsitzenden Thorsten Klapproth ab, der diese Position zehn Jahre innegehabt hatte. Feld gab im April 2014 bekannt, dass im Konzern rund 400 Arbeitsplätze abgebaut und zirka 50 Filialen geschlossen werden sollten. Der Exportanteil sollte von 46 Prozent auf etwa 80 Prozent erhöht werden und damit zur Expansion beitragen.
Im März 2015 wurde die WMF von der Börse genommen; das Unternehmen wurde kurz darauf in eine GmbH umgewandelt. Im Mai 2016 übernahm die französische Groupe SEB WMF von KKR für mehr als 1,5 Milliarden Euro.
Ende 2017 wurde das rund 11.000 Einzelstücke umfassende historische Warenarchiv der WMF vom Landesdenkmalamt ins Denkmalbuch eingetragen.
Im Juli 2019 gab SEB die Absicht bekannt, die Herstellung von Edelstahlkochgeschirr in Geislingen bis Ende 2020 einzustellen und 400 Arbeitsplätze abzubauen.

## Marken und Sortiment
Die WMF-Gruppe hatte 2014 drei Geschäftsbereiche:
1. Globales Kaffeemaschinengeschäft (Umsatz: 349 Mio. Euro),
2. Globales Hotelgeschäft (Umsatz: 79 Mio. Euro) und
3. Globales Konsumgeschäft mit Tisch & Küche, Filialen und Elektrokleingeräten (Umsatz: 594 Mio. Euro).[28] In diesen Segmenten werden die WMF-Marken angeboten.

Die Hauptmarke WMF ist in allen drei Bereichen vertreten. Silit, ein Hersteller von Kochtöpfen, ist seit der Gründung der Marke im Jahr 1920 eine Tochter von WMF, wobei Silit als eigenständige Marke in den Filialen und im Bereich Tisch und Küche und damit auch im Einzelhandel geführt wird. Ebenso ist die Marke Kaiser Backformen der Unternehmensgruppe zugeordnet. Die Marke Alfi (Isolierkannen) wurde 2014 an das US-Unternehmen Thermos verkauft.
2008 wurde das Unternehmen Petra-Electric in Burgau erworben, das Elektrokleingeräte herstellt und mit den Marken WMF, nova und Princess die Sparte Elektrokleingeräte innehatte. Im Mai 2013 gab der Konzern bekannt, dass der Geschäftsbereich Elektrokleingeräte die Marken Princess und Petra veräußert habe. Der Geschäftsbereich Hotel beinhaltet die Marken WMF und Hepp. Die Firma M. Schaerer AG in der Schweiz, die rund 93 Mio. Euro mit Kaffeeautomaten umsetzt, ist ebenfalls eine 100-prozentige Tochter der WMF. Zudem gibt es eine Beteiligung mit 24,9 Prozent an der BHS tabletop AG, die Porzellanmarken wie Bauscher, Tafelstern professional porcelain und Schönwald unter einem Dach vereint.
Eine der bekanntesten Marken der WMF ist seit 1927 Cromargan bzw. in seiner Weiterentwicklung Cromargan protect, ein rostfreier säureresistenter Edelstahl mit 18 Prozent Chrom und 10 Prozent Nickel. Dieser Edelstahl wurde 1912 von Krupp entwickelt. Der Name ist ein Kofferwort aus Crom (wegen des besonders hohen Chromanteils) und Argan (weil der Stahl ähnlich wie Silber (lat. Argentum) aussieht). Chrom macht die Legierung unter anderem rostfrei, Nickel macht es säurefest und verleiht ihm Glanz. Cromargan wird überwiegend für Bestecke und Küchengeräte verwendet.
Weniger bekannt ist Ikora, eine von WMF in den 1920er Jahren entwickelte Oberflächenveredelung für Metall- und Glasgegenstände, die den Ruf von WMF-Produkten als kunstgewerbliche Gebrauchsgegenstände begründete.
Seit Anfang der 2000er Jahre wird in den WMF-Filialen die home-Linie mit Zukaufware aus asiatischer Produktion zu relativ günstigen Preisen angeboten.
Seit Juli 2015 erhielten nach und nach alle WMF-Filialen ein neues Design, das neue PoS-Konzept zeigt einen gemeinsamen Auftritt der Marken WMF, Silit und Kaiser Backformen, die in den Themenbereichen Vorbereiten, Kochen, Essen, Trinken und Backen präsentiert werden.

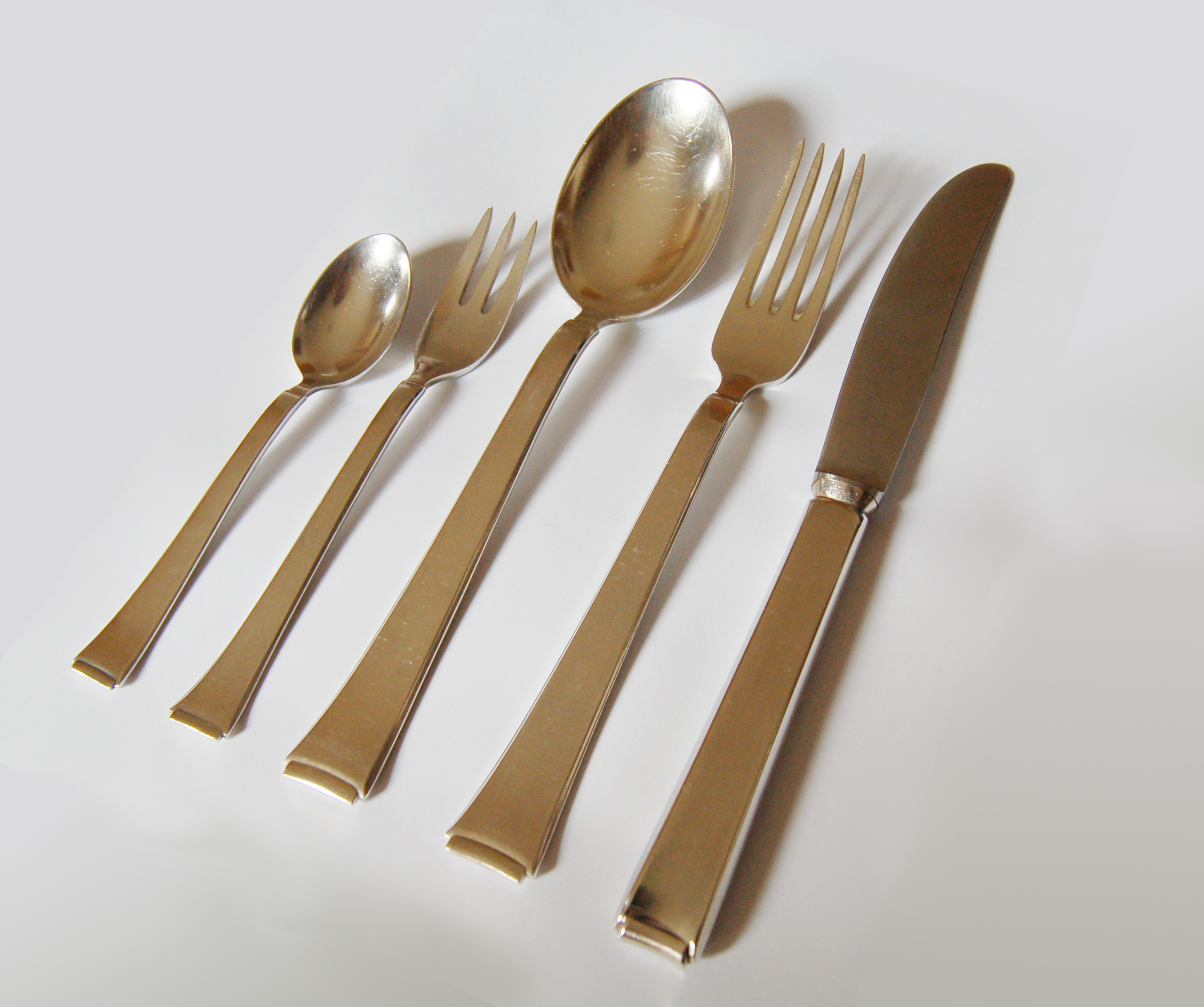
Besteck Modell 2500, Entwurf Kurt Mayer 1930
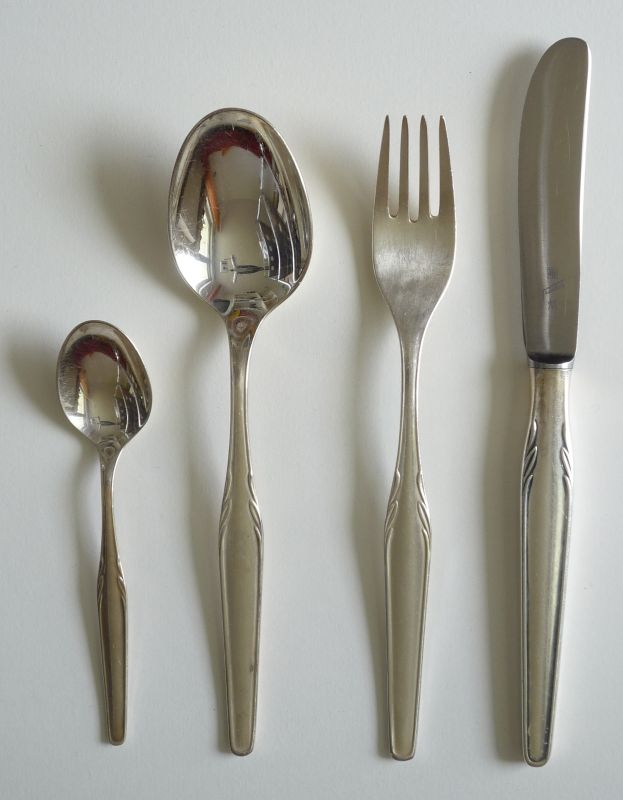
Besteck Paris, 1950er Jahre
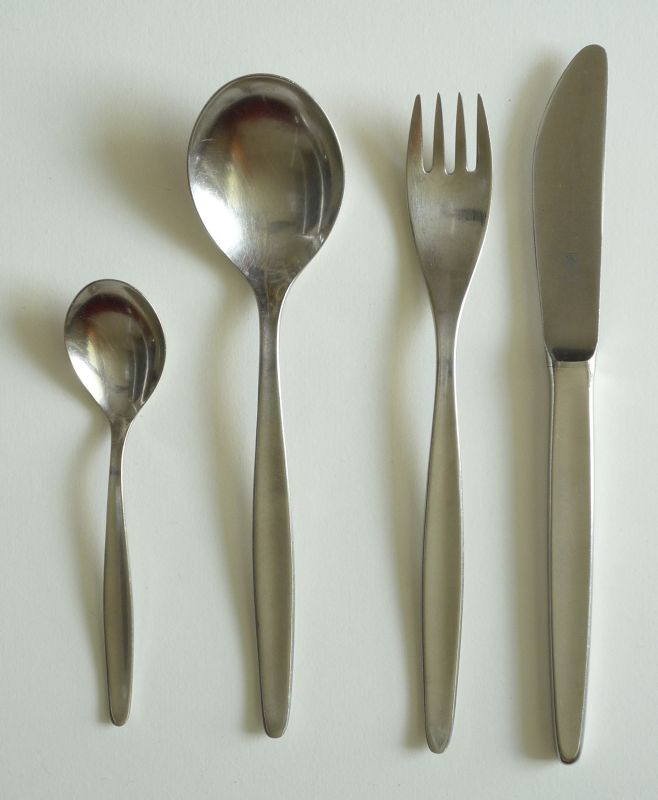
Besteck Stockholm, Kurt Mayer 1950er
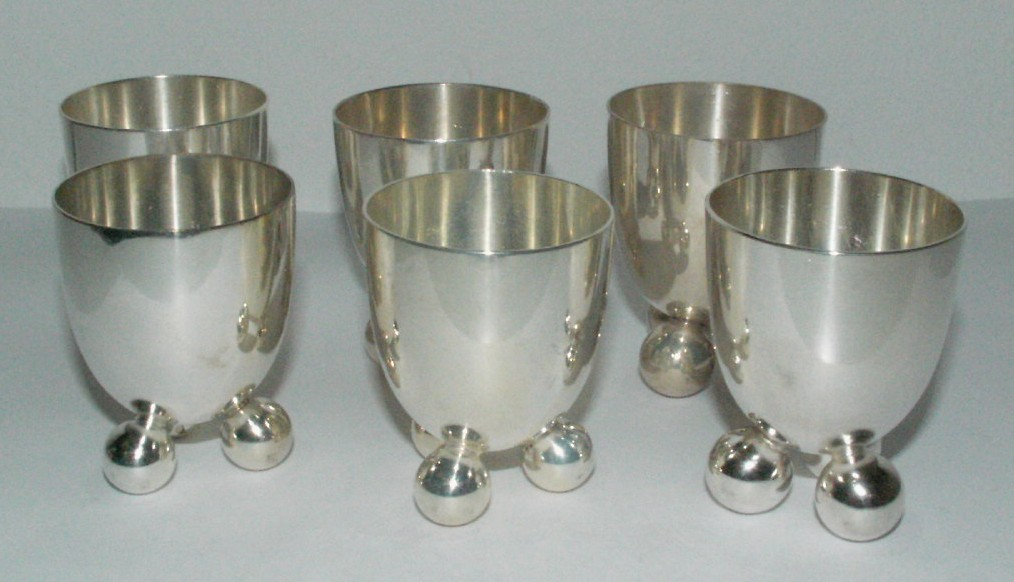
Eierbecher (um 1920/30)
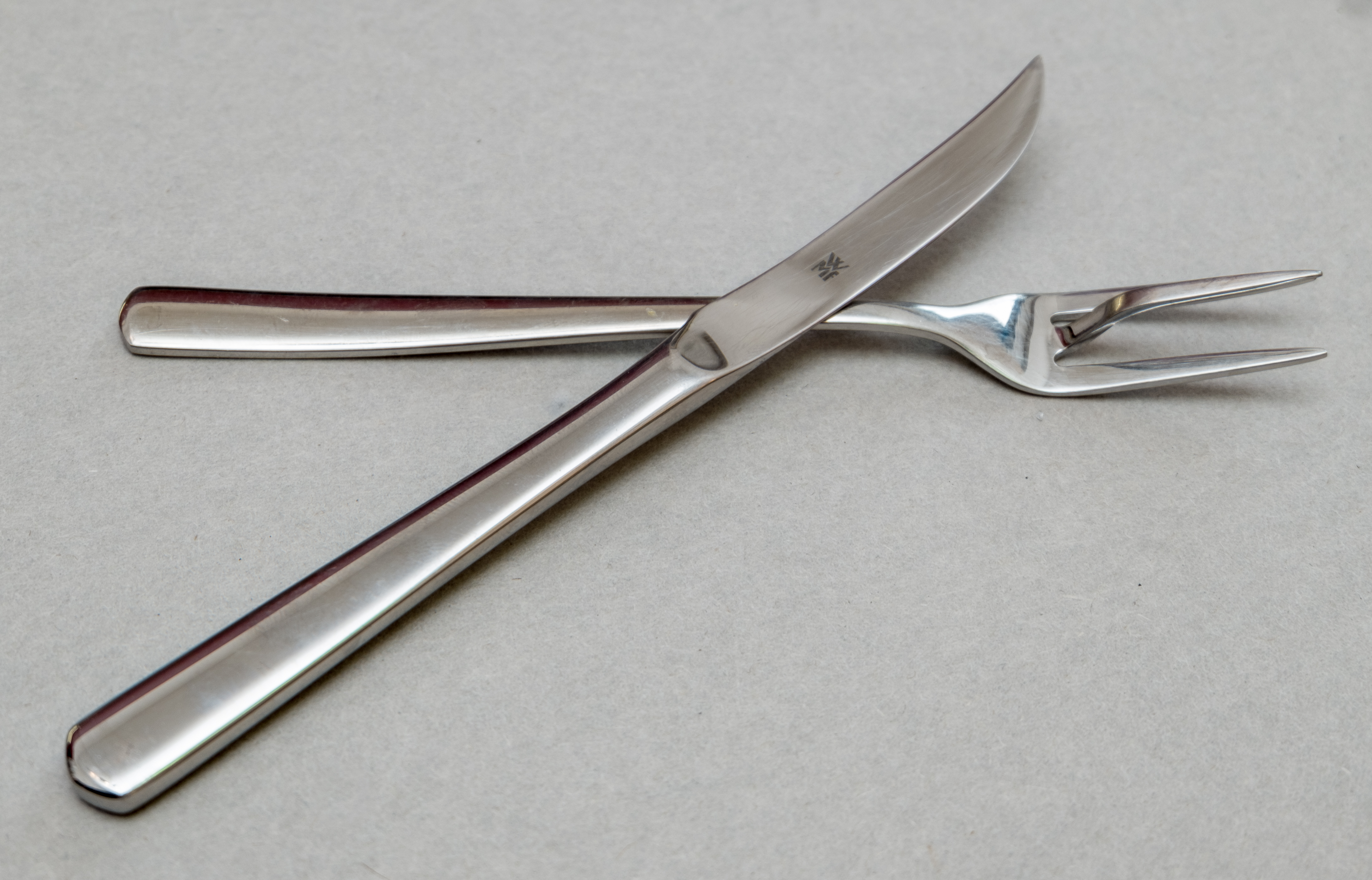
Pellkartoffelbesteck
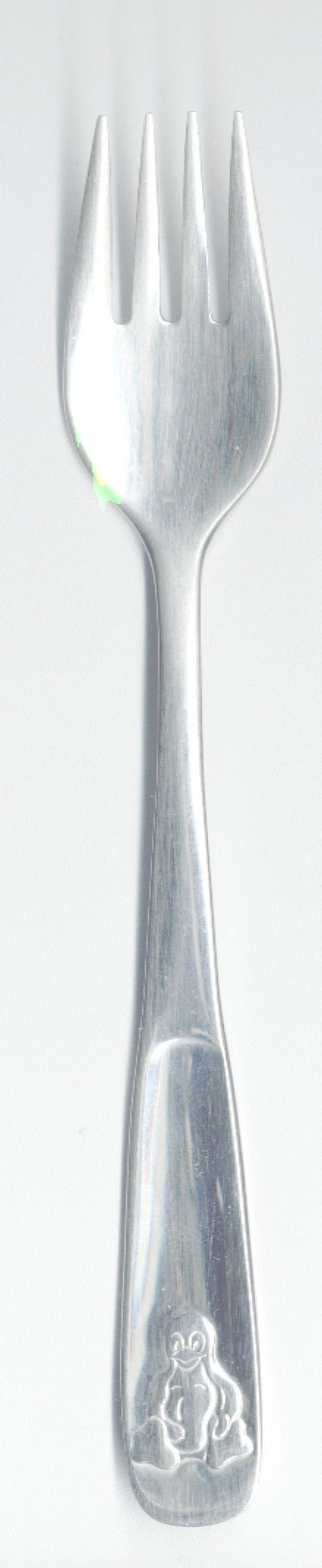
Tux-Gabel
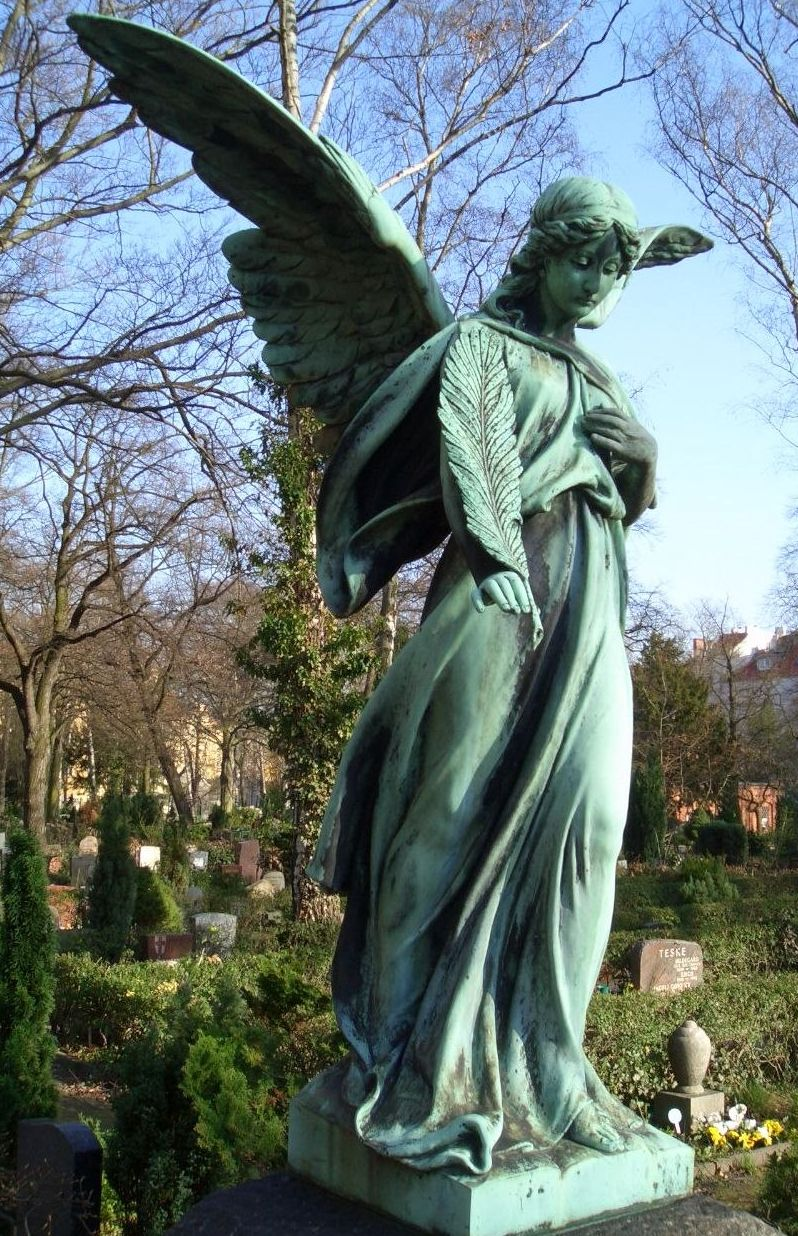
Galvanoplastiken – meist Engel oder Trauernde für Friedhöfe
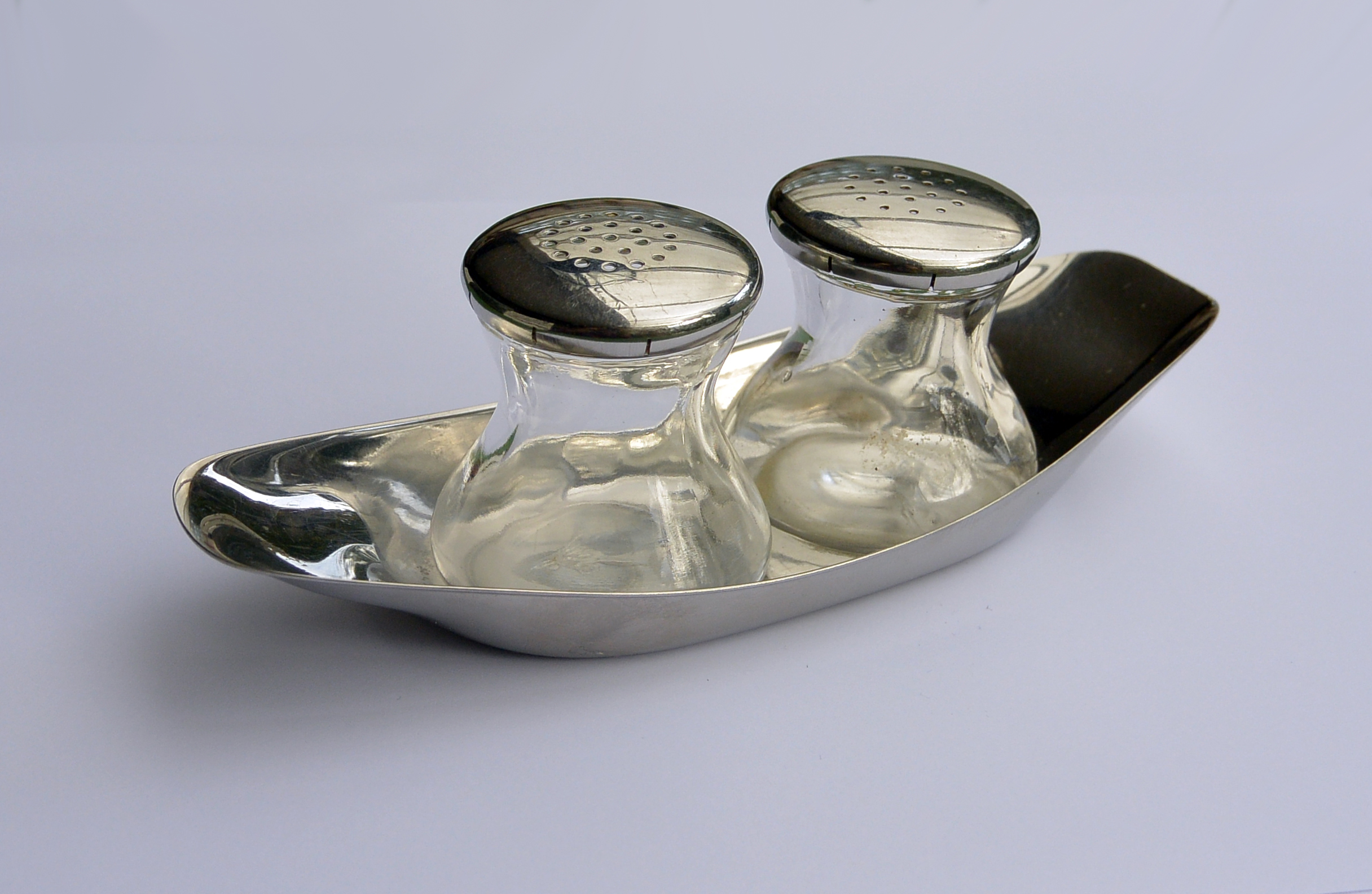
Salz- & Pfefferstreuer Max und Moritz, Entwurf: Wilhelm Wagenfeld
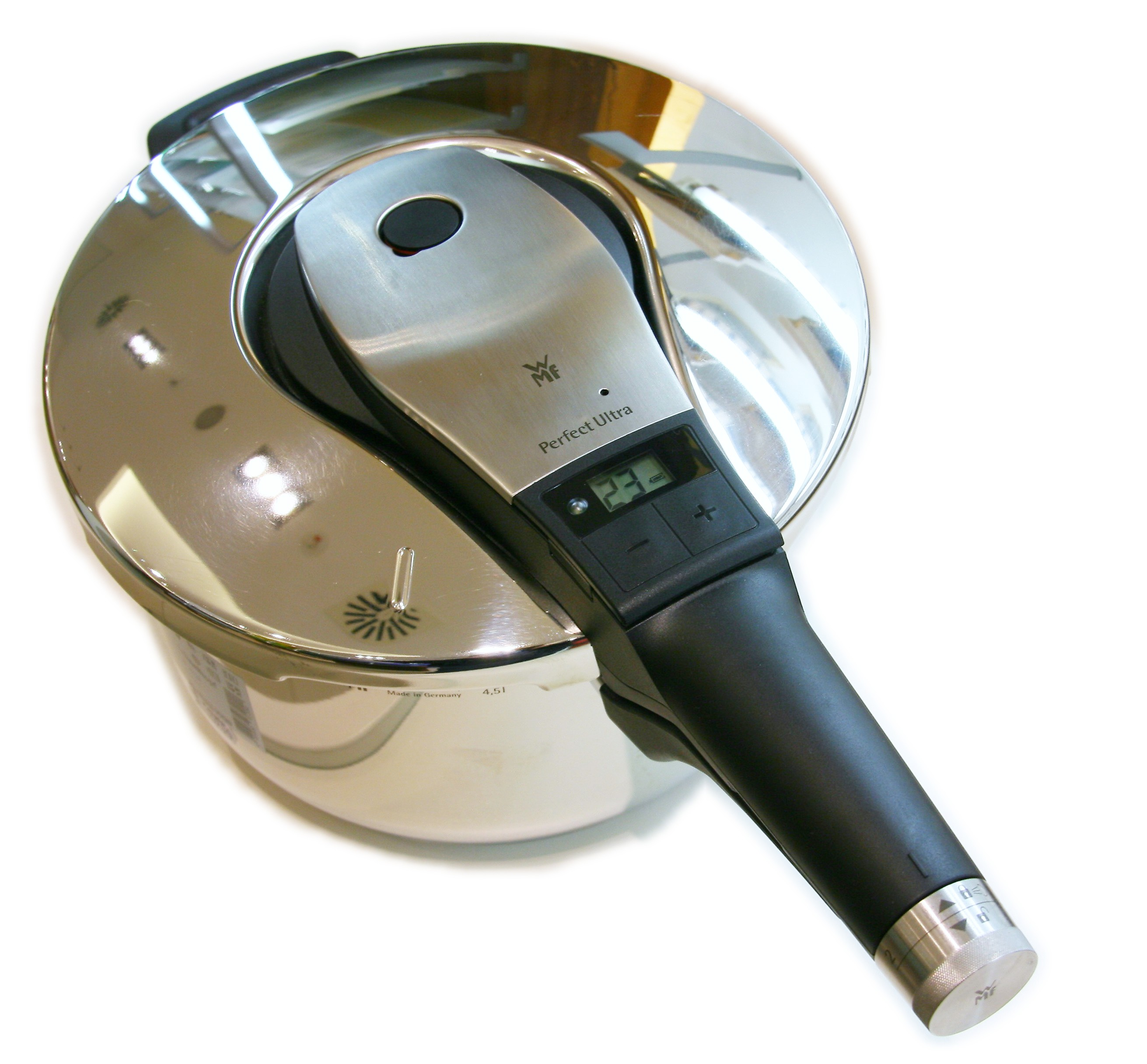
Schnellkochtopf 4,5 Liter Perfect Ultra mit abnehmbarem Timer
Die WMF-Nusskanne wurde in drei verschiedenen Größen produziert.
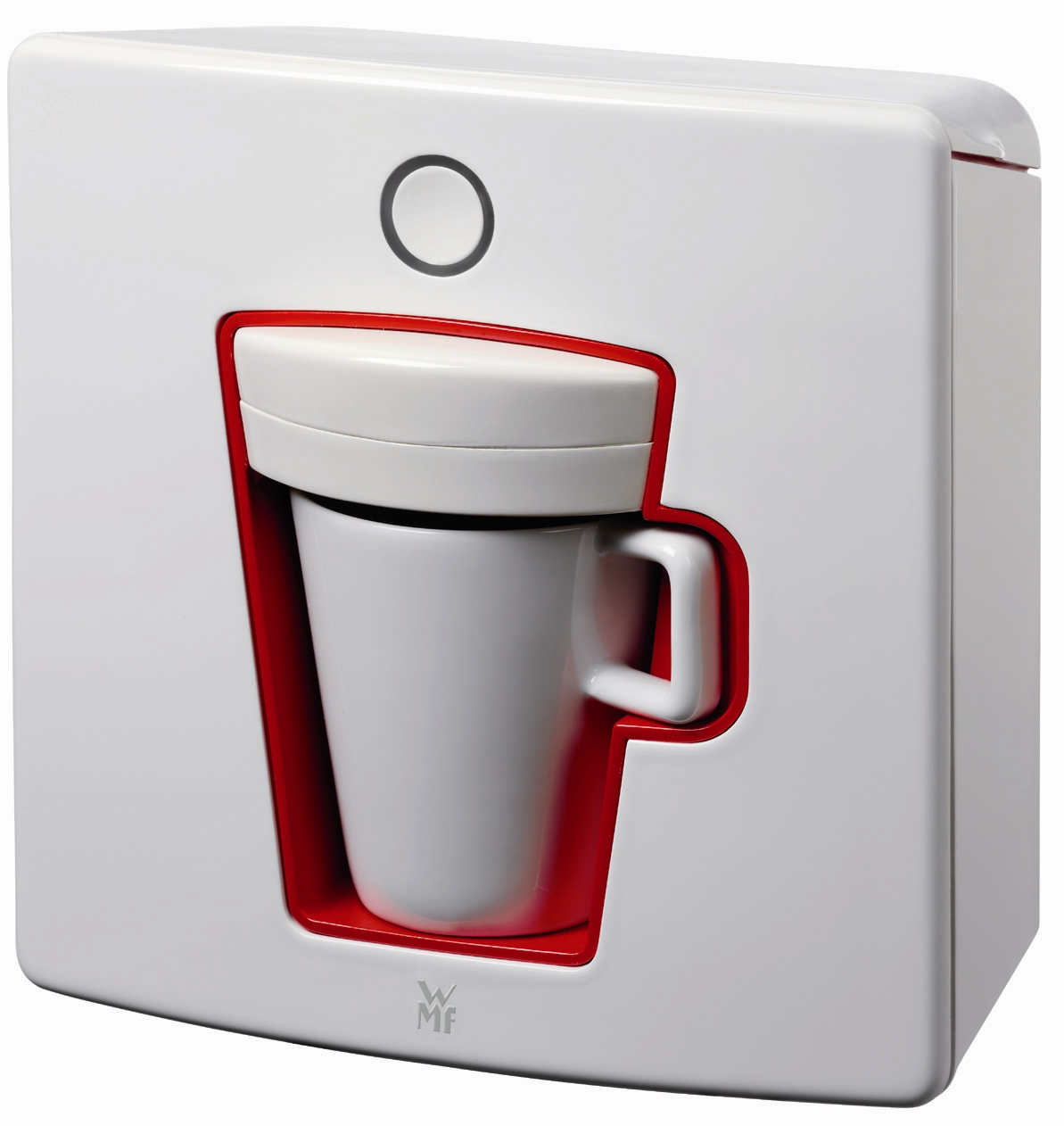
Die kleinste Kaffeepad-Maschine der Welt: die WMF 1
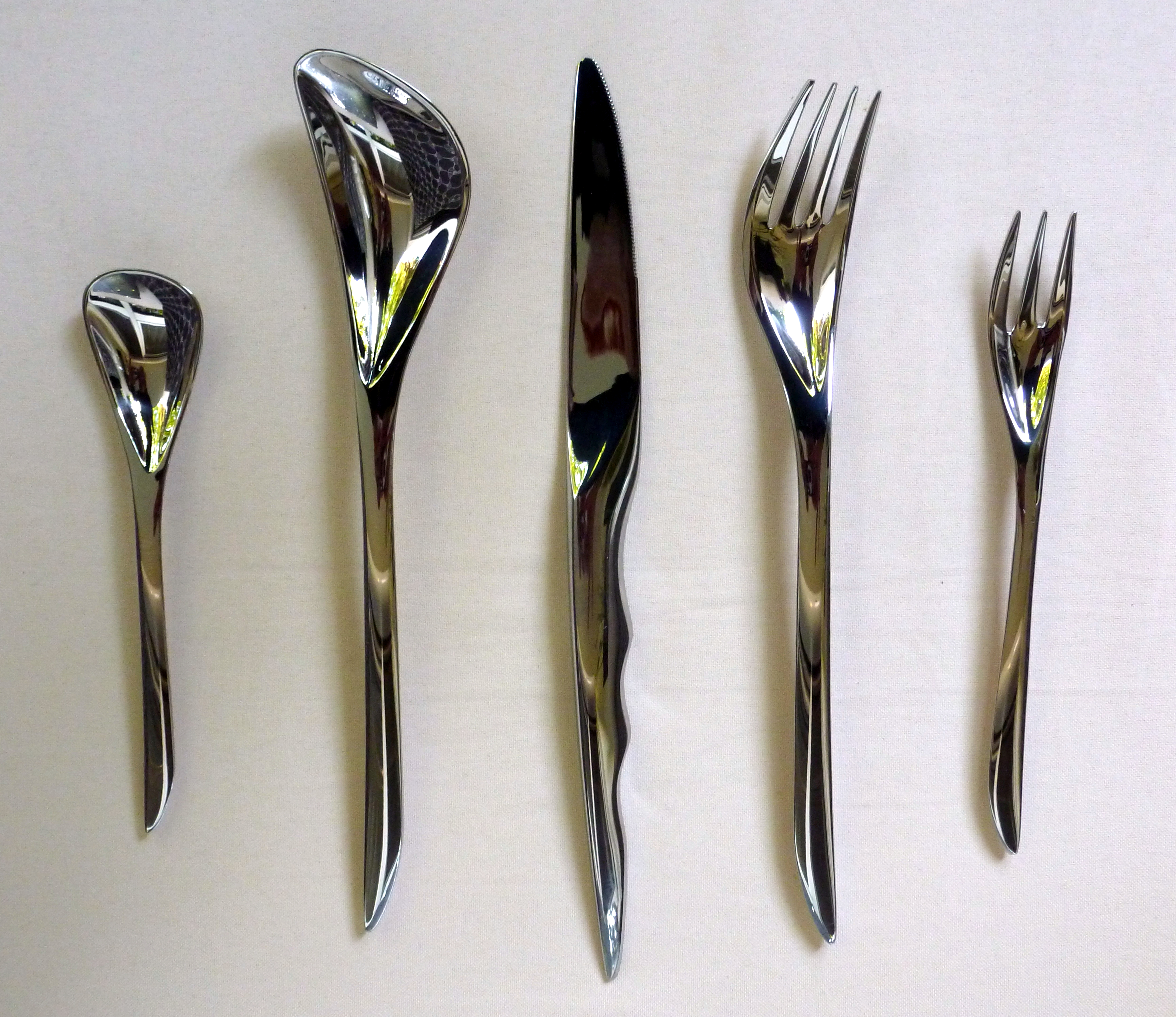
Besteck, Design von Zaha Hadid, 2007
WMF-Logo

## Filialnetz

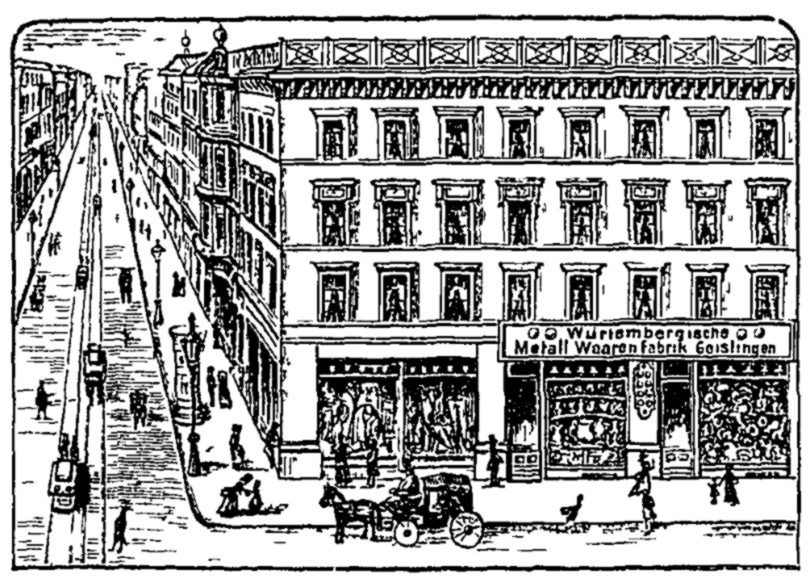
Zeichnung des WMF-Gebäudes in Berlin anno 1888

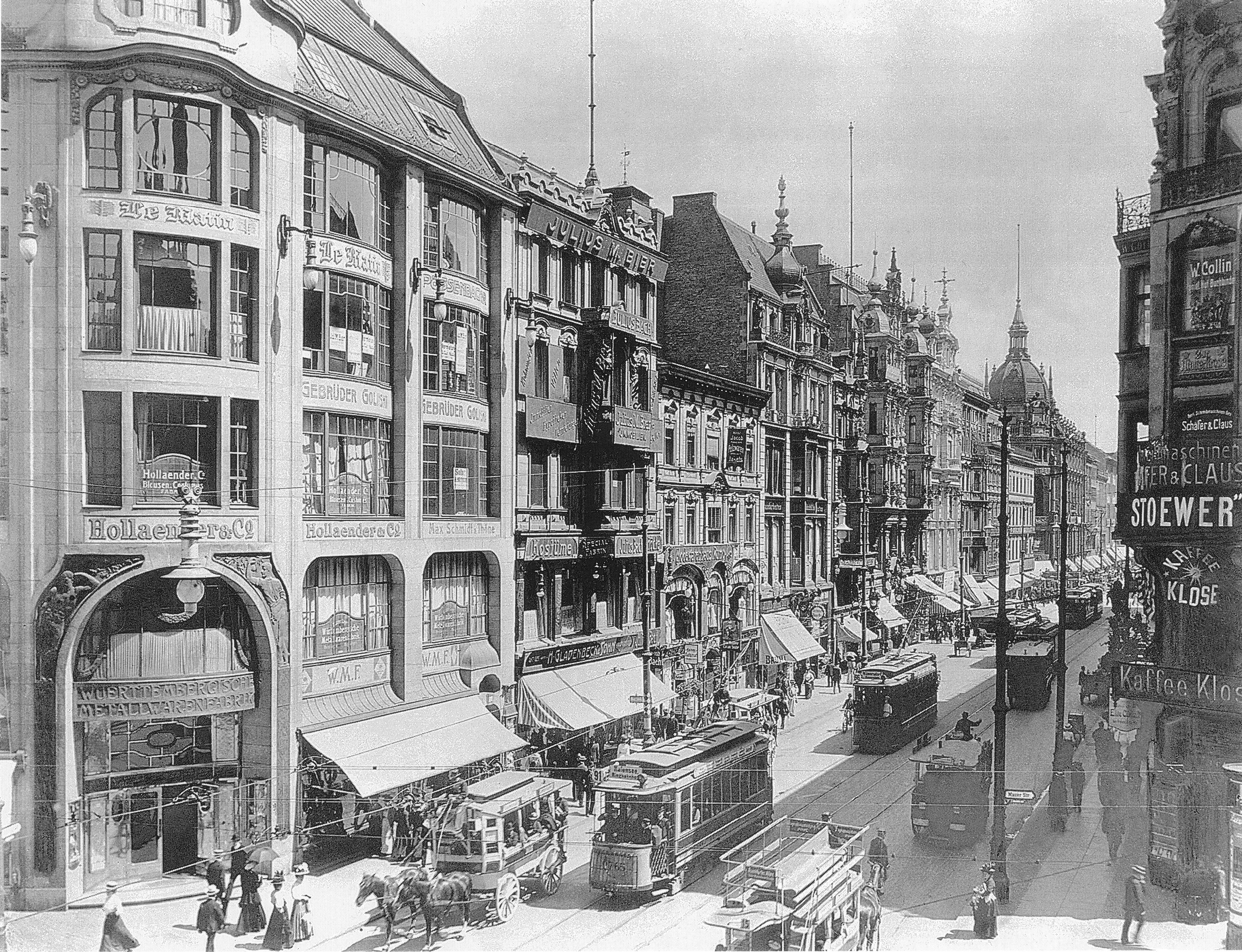
Linkes Eckgebäude: WMF (Inschrift über dem Portal) und weitere Firmen

### Berlin
Im 19. Jahrhundert ließ das Unternehmen im Berliner Stadtzentrum, Leipziger Straße Ecke Friedrichstraße, eine Filiale errichten, in der die Metallprodukte aus Geislingen gelagert und verkauft wurden. Nach der Anzeige gab es an dieser Stelle außerdem eine eigene Glasproduktion und Raffinerie; es wurden 1200 Personen beschäftigt. Das Gebäude wurde wohl im Zweiten Weltkrieg beschädigt und ist nicht mehr erhalten.
An einer anderen Stelle, Leipziger Straße Ecke Mauerstraße, nutzte die WMF das Erdgeschoss des 1904/1905 nach Plänen der Architekten Eisenlohr & Weigle errichteten WMF-Hauses. Es hat sämtliche Ereignisse des 20. Jahrhunderts überlebt und steht inzwischen unter Denkmalschutz.

### Weitere Städte
Im Laufe des 20. Jahrhunderts wurden zahlreiche weitere Filialen in anderen deutschen Großstädten wie Hannover, Köln oder Potsdam eröffnet. Insgesamt gibt es im 21. Jahrhundert 200 firmeneigene Filialen in Deutschland, Österreich sowie der Schweiz und das Unternehmen ist an über 40 Standorten weltweit vertreten.

## Ehemalige Börsennotierung und Neugründung
Von 1887 bis 2015 war das Unternehmen an der Börse notiert; im März 2015 erfolgte das Delisting. Dabei wurde die alte, bislang börsennotierte WMF AG mit dem Mehrheitseigentümer Finedining Capital AG (eine Tochtergesellschaft von Kohlberg Kravis Roberts & Co.) mit Sitz in München als übernehmende Gesellschaft verschmolzen, die sich daraufhin selbst in WMF AG umbenannte. Anschließend erfolgten die Umwandlung in eine GmbH, die Umbenennung in die WMF Group GmbH sowie die Verlegung des Sitzes nach Geislingen an der Steige. Damit war die seit 1880 bestehende alte WMF AG erloschen.

## WMF in den Medien
- Tafelsilber, Tradition und Tränen. Die WMF in Geislingen baut um. Dokumentarfilm, Deutschland, 2014, 29:30 Min., Buch und Regie: Hanspeter Michel, Produktion: SWR, Reihe: made in Südwest, Erstsendung: 10. September 2014 bei SWR, Inhaltsangabe bei Das Erste.
- Auf Messers Schneide. Die WMF und ihre Retter. Dokumentarfilm, Deutschland, 2010, 43:30 Min., Buch und Regie: Christian Gropper, Produktion: Gropperfilm, Hessischer Rundfunk, Erstausstrahlung: 2. Juni 2010 bei ARD, Inhaltsangabe bei Das Erste.
- Geld regiert die Welt. Dokumentarfilm, Deutschland, 2014, 43:35 Min., Buch und Regie: Tilman Achtnich, Hanspeter Michel, Produktion: ARD, Reihe: Die Story, Erstausstrahlung: 13. Januar 2014 bei ARD, youtube.com